# مدرسة تشينغداو رقم 1 الدولية لمقاطعة شاندونغ
مدرسة تشينغداو رقم 1 الدولية لمقاطعة شاندونغ هي مدرسة دولية خاصة تقع في تشينغداو، الصين.

## الروابط الخارجية
- الموقع الرسمي